# Almenrausch und Pulverschnee
Almenrausch und Pulverschnee ist eine deutsche Familienserie, die im Jahr 1993 jeweils freitags bei RTL sowie beim ORF ausgestrahlt wurde. Produzent Karl Spiehs wollte an den Erfolg der Serie Ein Schloß am Wörthersee mit Roy Black anknüpfen und machte mit Chris Roberts erneut einen Schlagersänger zum Hauptdarsteller. Die Dreharbeiten fanden 1992 in der Umgebung von Seefeld in Tirol statt. Trotz der Filmveteranen Franz Antel (Regie, Buch) und Franz Marischka (Buch) erreichte die Serie nicht die Beliebtheit des Vorbilds. Mit 6 Millionen Zuschauern in Deutschland und 1,3 Millionen in Österreich wurde aber auch sie ein Erfolg.
Die ersten beiden Folgen wurden vorab zum 90-minütige Serienspecial Die Zwillingsschwestern aus Tirol umgeschnitten.

## Handlung
Franz Gmeiner, Besitzer der Pension Gipfelblick, möchte den Tourismus in seinem Tiroler Heimatort Reith ankurbeln und zu diesem Zweck eine Seilbahn bauen. Barbara Moser, Besitzerin des Hotels Klosterbräu, ist von den Plänen nicht begeistert. Sie fürchtet, die Seilbahn könnte ihrem Geschäft schaden.

## Folgen
1. Die Zwillinge von Seefeld (Buch von Franz Antel, Peter Orthofer)
Gipfelwirt Franz Gmeiner lässt von Architekt Peter Burger eine Seilbahn planen. Um das Geld aufzutreiben, will er seine Tochter Rosi mit dem reichen Hotelier Bibi verkuppeln. Rosi liebt aber Peter Berger.
2. Die Väter aus Tirol (Buch von Franz Antel, Peter Orthofer)
Die Amerikanerin Susan, eine Millionenerbin, sucht in Tirol nach ihrem leiblichen Vater. Dieser hat die Initialen „F. G.“ Peter Burger ist von ihr fasziniert.
3. Die Seilbahn (Buch von Franz Antel, Franz Marischka, Peter Moser)
Otto, der Bruder von Franz Gmeiner, will sein Grundstück nicht für die Seilbahn opfern. Da stellt sich heraus: Er ist der wahre Vater von Rosi, der er daraufhin das Grundstück überlässt.
Gastauftritt: Dunja Rajter als Rena
4. Die Hypothek  (Buch von Franz Antel, Franz Marischka, Peter Moser)
Franz Gmeiner braucht für das Seilbahnprojekt einen Kredit. Dafür will die Bank seine Pension Gipfelblick hypothekarisch belasten. Darum wird alles versucht, um die heruntergekommene Pension aufzupolieren. Leider beeindruckt man damit nur den Steuerprüfer vom Finanzamt.
Gastauftritt: Erich Padalewski als Hofer
5. Der Onkel aus Amerika (Buch von Franz Antel, Franz Marischka, Peter Moser, Michael Bonn)
Susan, Tochter von Florian Grabner, gewinnt ihren Onkel Jonathan für das Seilbahnprojekt. Unterdessen hat Architekt Klaus Vogel die Planung an Stelle von Peter Berger übernommen. Das führt zu Problemen.
Gastauftritte: Bill Ramsey als Jonathan Banks und Sybil Danning als Adeline
6. Gruß aus München (Buch von Franz Antel, Franz Marischka, Peter Moser)
Dank Susans Bürgschaft hat die Bank endlich einen Kredit für den Seilbahnbau gewährt. Da kommt der uneheliche Sohn Max aus München bei Franz Gmeiner vorbei. Gmeiner versucht dessen Abstammung vor seiner Ehefrau zu verheimlichen.
Gastauftritt: Monika Dahlberg als Frau Swoboda
7. Bella Italia (Buch von Franz Antel, Franz Marischka, Peter Moser, Michael Bonn)
Familie Gmeiner macht Badeurlaub in Italien mit wenig erfreulichen Nebeneffekten.
Gastauftritt: Walter Scheuer
8. Ehe gut, alles gut (Buch von Franz Antel, Franz Marischka, Peter Moser)
Nach dem erfolgreichen Bau der Seilbahn will Franz Gmeiner auch noch Bürgermeister werden. Dabei ergeben sich Komplikationen. Rosi Gmeiner und Klaus Vogel werden ein Paar. Peter Burger findet sein Glück mit seiner Sekretärin.

## Weiterführende Informationen
Literatur
- Roman Schliesser, Leo Moser: Die Supernase. Karl Spiehs und seine Filme, S. 186–187. Ueberreuter, Wien (2006), ISBN 978-3-8000-7228-6

Weblinks
- Almenrausch und Pulverschnee bei IMDb
- Almenrausch und Pulverschnee bei Fernsehserien.de

Belege
1. ↑  Zahlen nach Franz Antel: Verdreht, verliebt, mein Leben. Almathea 2001. ISBN 3-85002-464-4, S. 261.